# Hotonj
Hotonj är ett samhälle i Bosnien och Hercegovina.   Det ligger i entiteten Federationen Bosnien och Hercegovina, i den centrala delen av landet, 5 km norr om huvudstaden Sarajevo. Hotonj ligger 571 meter över havet och antalet invånare är 4 013.
Terrängen runt Hotonj är lite bergig.Runt Hotonj är det ganska tätbefolkat, med 93 invånare per kvadratkilometer.. Närmaste större samhälle är Sarajevo, 5,2 km söder om Hotonj. 
Runt Hotonj är det i huvudsak tätbebyggt.